# Lacinipolia incurva
Lacinipolia incurva là một loài bướm đêm trong họ Noctuidae.